# Deutsche Ringermeisterschaften 1909
Die 8. Deutschen Ringermeisterschaften wurden 1909 in Essen im griechisch-römischen Stil ausgetragen. 

## Ergebnisse

### Leichtgewicht
| Platz | Sportler       | Stadt/Verein        |
| ----- | -------------- | ------------------- |
| 1     | Georg Helgerth | ASC Sandow Nürnberg |
| 2     | H. Höflinger   | Cannstatt           |
| 3     | Georg Hauck    | Stuttgart           |

### Mittelgewicht
| Platz | Sportler         | Stadt/Verein   |
| ----- | ---------------- | -------------- |
| 1     | Karl Döppel      | SC Nürnberg 04 |
| 2     | Hermann Buchholz | Essen          |
| 3     | J. Köhnen        | Essen          |

### Schwergewicht
| Platz | Sportler       | Stadt/Verein |
| ----- | -------------- | ------------ |
| 1     | Willi Dießner  | Essen        |
| 2     | Johann Winkler | Mannheim     |
| 3     | Heinrich Rondi | Düsseldorf   |